# Bremse (mekanik)
 For alternative betydninger, se Bremse. (Se også artikler, som begynder med Bremse)
En bremse er en teknisk anordning, som hæmmer bevægelse ved at absorbere bevægelsesenergi fra et legeme i bevægelse.
Bremsen anvendes til at sløve eller stoppe (bremse) et legeme i bevægelse i forhold til omgivelser. Et legeme kan fx være et fartøj, hjul, aksel.
Man kan kategorisere bremser efter typen af bremseeffekt:
- Omsætter hovedsageligt bevægelsesenergi til varme:
  - Mekanisk friktion:
    - Friktionsbremse - bremser som anvende mekanisk friktion (bremsebakker).[2] Disse kaldes friktionsbremser.
      - Tromlebremse
      - Skivebremse

  - Aerodynamisk friktion
    -       - Faldskærm
      - Luftbremse - sidder typisk på vinger, og aktiveres for nedsætte flyets hastighed i luften og under landingen.

  - Bremsning via elektromagnetisme:
    - Hvirvelstrømsbremse anvender magnetiske felter til at omsætte kinetisk energi til elektrisk strøm i bremsedisken, finner - eller togskinnerne, som så her omsættes til varme grundet de ohmske tab.
- Bevægelsesenergien gemmes; regenerativ bremsning:
  - trykluft
  - til rotation i svinghjul
  - til elektricitet via elektrisk generator